# Odemira
Odemira (prononciation [odɨ'miɾɐ] ou [ɔdɨ'miɾɐ]) est une ville et une municipalité du district de Beja, au Portugal. La municipalité d'Odemira a une superficie de 1 720,6 km2 et une population de 25 738 habitants.
Elle accueille une communauté importante de hippies néerlandais et allemands. Le village de Zambujeira do Mar accueille le Festival do Sudoeste, l'un des plus grands festivals de rock européens.

## Géographie
Odemira est la municipalité portugaise ayant la plus grande superficie.
Le littoral et l'Ouest de la commune fait partie du Parc naturel du Sud-Ouest Alentejano et Costa Vicentina. 

## Administration
Le maire actuel est José Alberto Guerreiro (PS).

### Subdivisions

Carte des paroisses d'Odemira.

Depuis la loi no 11-A/2013 du 28 janvier 2013, portant réorganisation administrative du territoire des freguesias, la municipalité d'Odemira est subdivisée en 13 paroisses (freguesia en portugais) contre 16 auparavant :
- Boavista dos Pinheiros
- Colos
- Longueira/Almograve
- Luzianes-Gare
- Relíquias
- Sabóia
- Santa Clara-a-Velha (fusion de Santa Clara-a-Velha et Pereiras-Gare)
- São Luís
- São Martinho das Amoreiras
- São Salvador e Santa Maria (fusion de Odemira (São Salvador) et Odemira (Santa Maria))
- São Teotónio (fusion de São Teotónio et Zambujeira do Mar)
- Vale de Santiago
- Vila Nova de Milfontes

### Budget participatif
Depuis 2011, une partie du budget de la commune (en 2014, 500 000 euros) est consacrée à financer des projets proposés par les habitants et choisis par eux au moyen d'un vote. En 2014, environ 20 % de la population a ainsi voté et quatre projets ont été adoptés. Ce vote des habitants est ensuite soumis à validation auprès du Conseil municipal. La municipalité d'Odemira consacre un site internet à son budget participatif : 